# Charles Joseph Bonaparte
Charles Joseph Bonaparte, född 9 juni 1851 i Baltimore, Maryland, död 28 juni 1921 i Baltimore County, Maryland, var en amerikansk politiker.
Bonaparte var sonson till Napoleon I:s yngste bror, Jérôme Bonaparte, och dennes första hustru, Elizabeth Patterson. Han blev advokat i sin hemstad Baltimore 1874. Han var ivrig förkämpe för en civil-service reform, var  1905-1906  marinminister och 1906-1909 justitieminister under president Theodore Roosevelt. Som sådan grundade han 1908 the Bureau of Investigation, sedermera FBI.
Charles Joseph Bonaparte efterlämnade inga barn. Hans bror Jérome Napoléons (1830-1893) son Jerome Napoleon Charles Bonaparte (1878–1945) blev den siste medlemmen av den nordamerikanska grenen av släkten Bonaparte.